# Тойла (волость, 2017)
То́йла (эст. Toila vald) — волость в Эстонии, в составе уезда Ида-Вирумаа, с 21 октября 2017 года до 20 октября 2025 года. Административный центр — посёлок Тойла. 

## География

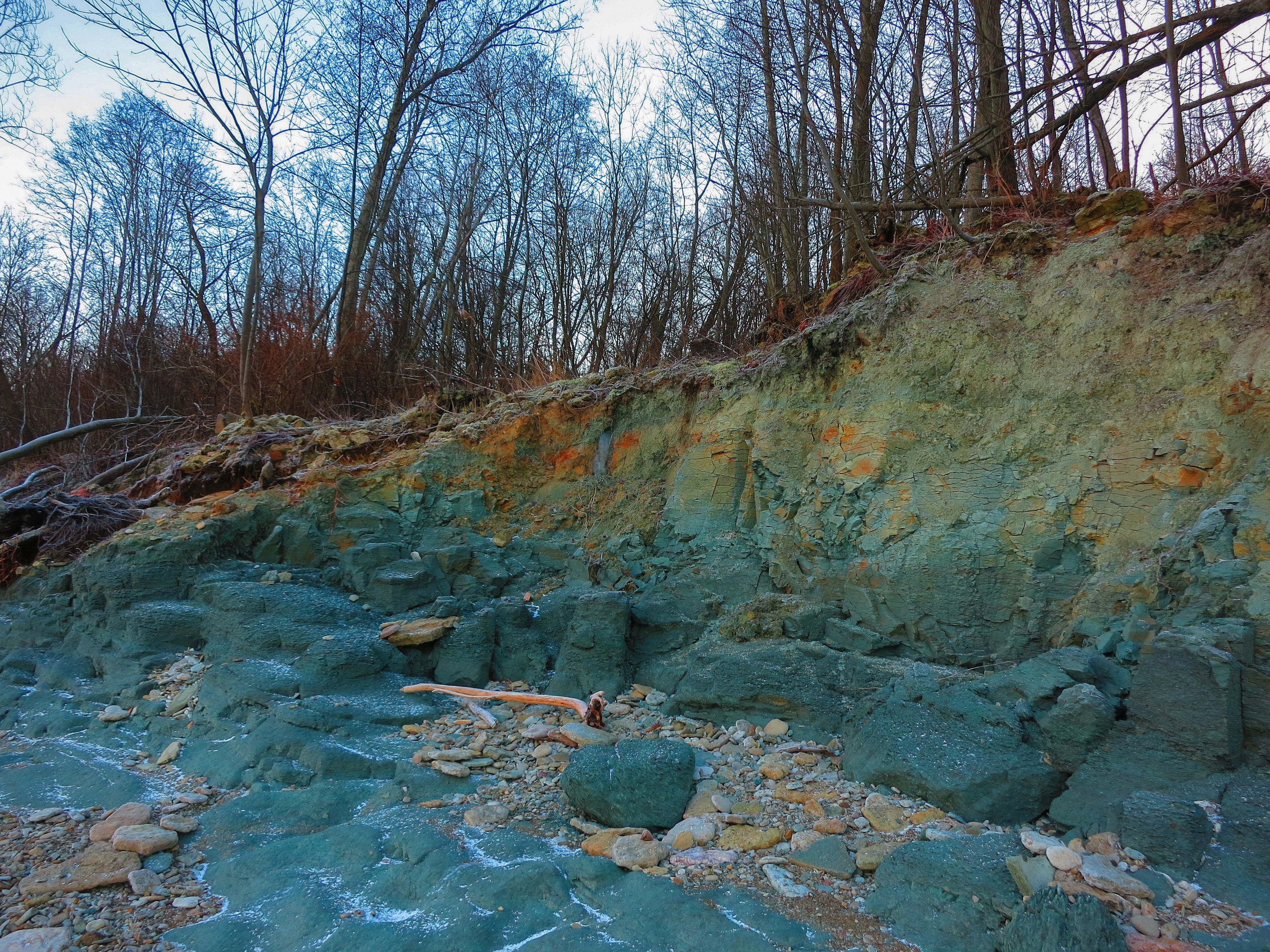
Плитняковое обнажение в посёлке Вока

Волость расположена в центральной части уезда Ида-Вирумаа; на востоке граничит с городами Силламяэ и Нарва-Йыэсуу, на юге — с городом Йыхви и волостью Алутагузе, на западе с городом Кохтла-Ярве и волостью Люганузе. На севере волости находится Финский залив.
Площадь волости — 265,74 км², плотность населения на 1 января 2024 года составила 16,1 чел./км².
Самые большие реки волости — Пюхайыги и Сытке, обе впадают в Финский залив.
На территории волости расположены:
- природный парк Онтика (площадь 1338,1 га), где находятся знаменитые плитняковые клифы и водопады[6];
- природный парк Пяйте (площадь 128,78 га), где находятся клиф Пяйте и обнажение голубой глины кембрийского периода[7],
- международная природоохранная зона, обозначенная Директивой 92/43/ЕЭС и включающая в себя, в частности, парк Ору и парк мызы Фокенхоф (Вока)[8].

## История
Волость Тойла была создана 21 октября 2017 года в результате административно-территориальной реформы путём слияния волостей Тойла и Кохтла и поселковой волости Кохтла-Нымме. Административным центром волости является посёлок Тойла.
В апреле 2025 года правительство Эстонии одобрило объединение двух волостей — Йыхви и Тойла, в одно самоуправление — волость Йыхви. Новая волость будет образована в день объявления результатов выборов в Йыхвиское волостное собрание. Выборы собраний местных самоуправлений пройдут в Эстонии 13—19 октября 2025 года.

## Символика
Волость Тойла использует символику упразднённой волости Тойла, утверждённую 25 августа 1993 года.
Герб: на синем щите слева вертикальная серебряная полоса с синей горизонтальной волнистой полосой внизу, переходящей на синей стороне в серебряную волнистую полосу, над которой состоящая из трёх геральдических хвойных веток золотая макушка сосны.

Флаг: прямоугольное полотнище разделено вертикально на две части; белая часть у древка составляет 3 единицы от длины флага, остальное поле синее. От нижнего края флага на высоте 0,5 единиц волнистая полоса в противоположных цветах шириной в 1 единицу. На синем поле жёлтая макушка сосны. Соотношение ширины и длины флага 7:11.
Элементы и цвета герба и флага символизируют море, обрывистый берег, реку Пюхайыги, сосны, власть, выносливость и жизненную силу.

## Населённые пункты
В составе волости один городской посёлок, 2 посёлка и 26 деревень.
Городской посёлок: Кохтла-Нымме.

Посёлки: Тойла, Вока.

Деревни: Алткюла, Амула, Вайвина, Валасте, Витсику, Вока, Каазикайя, Каазиквялья, Кабелиметса, Конью, Кохтла, Кукрузе, Мартса, Метсамягара, Онтика, Пяйте, Пюхайыэ, Мыйзамаа, Паате, Пеэри, Рооду, Сака, Серваяэре, Тякуметса, Уйкала, Ярве.

## Демография по данным Регистра народонаселения
По данным Регистра народонаселения, который ведёт Министерство внутренних дел Эстонии, по состоянию на 1 января 2018 года число постоянных жителей волости составляло 4828 человек. С 2003 года до 2017 год число жителей волости уменьшилось почти на 700 человек, и темп его снижения был особенно высоким после 2011 года.
Естественный прирост населения и сальдо миграции в волости негативный. За период 2013—2017 годов в среднем в год рождались 43 ребёнка и умирали 66 человек, в результате миграции среднее число покидавших волость составило 44 человека в год. Возрастная структура населения имеет центр тяжести в старших возрастных группах (40—69 лет). Таким образом, население волости стареет, что ведёт за собой снижение числа налогоплательщиков. Растёт число пожилых людей, нуждающихся в социальных услугах, и их удельный вес в общей численности населения волости.

## Данные Департамента статистики

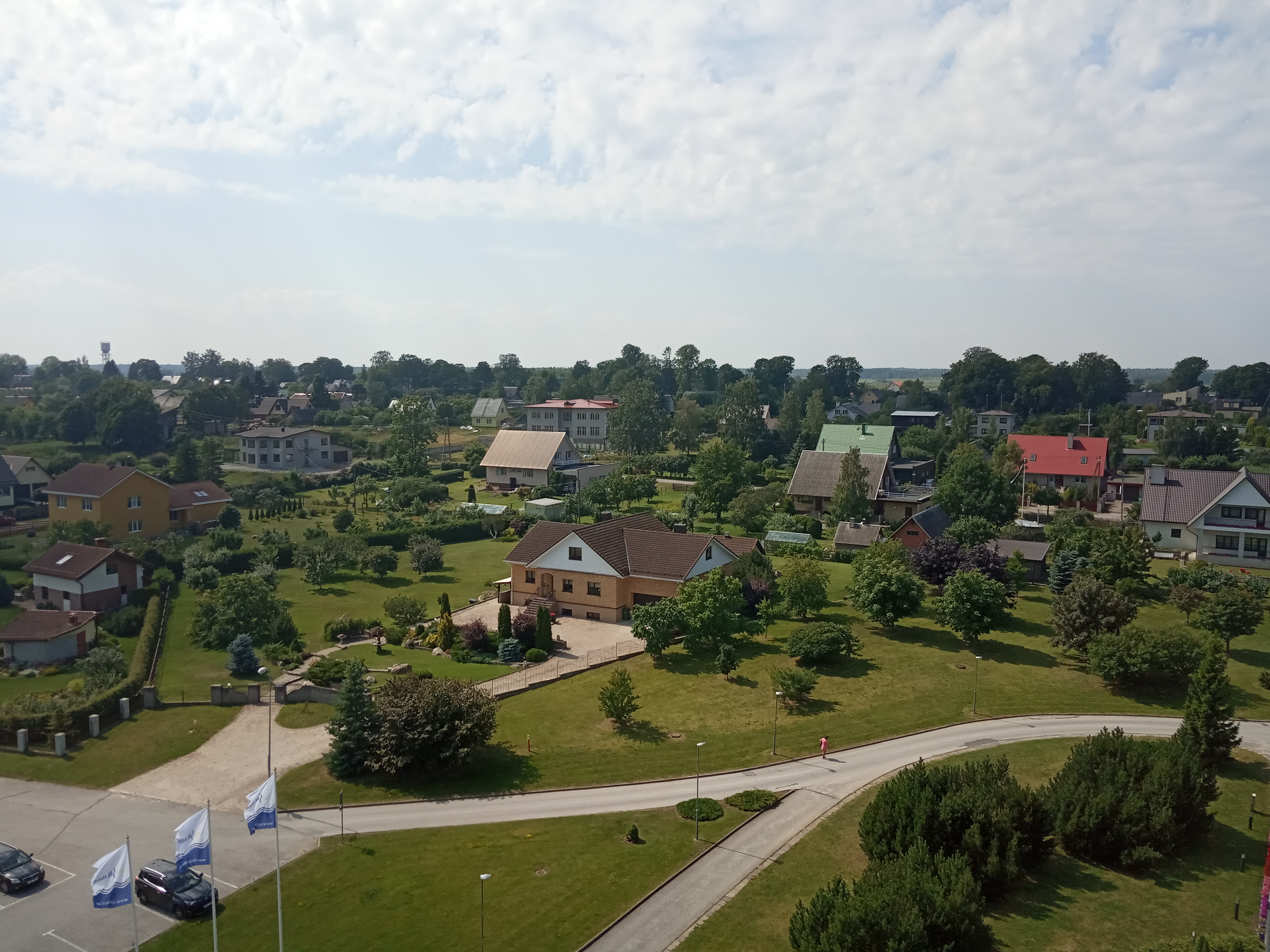
Посёлок Тойла

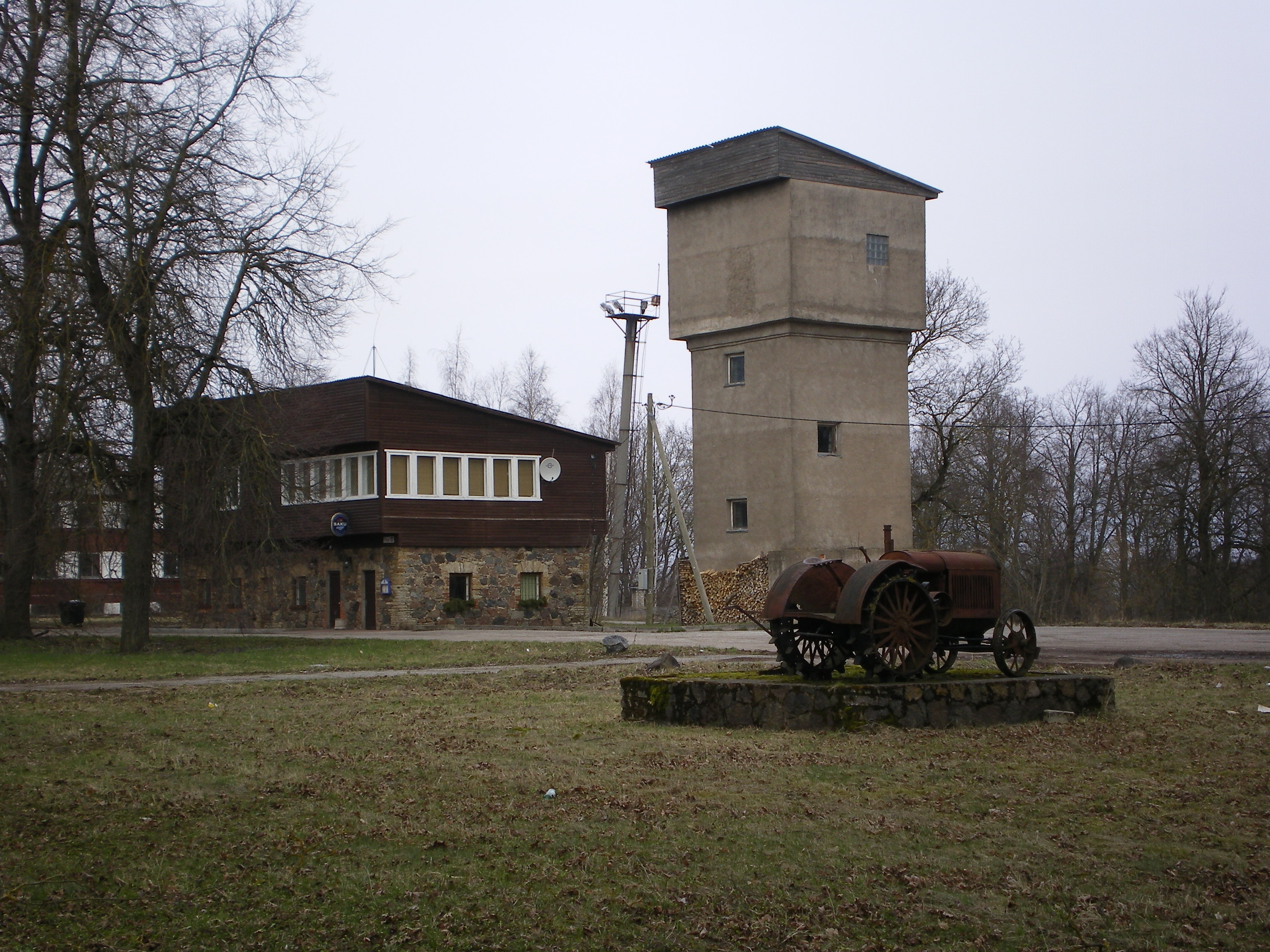
Посёлок Вока

Данные Департамента статистики Эстонии о волости Тойла:
Число жителей  на 1 января каждого года:
| Год  | 2015 | 2016   | 2017   | 2018   | 2019   | 2020   | 2021   | 2022   | 2023   | 2024   |
| ---- | ---- | ------ | ------ | ------ | ------ | ------ | ------ | ------ | ------ | ------ |
| Чел. | 4860 | ↘ 4819 | ↘ 4767 | ↘ 4733 | ↗ 4735 | ↘ 4708 | ↘ 4603 | ↘ 4335 | ↘ 4310 | ↘ 4268 |

Число рождений (живорождённых):
| Год  | 2015 | 2016 | 2017 | 2018 | 2019 | 2020 | 2021 | 2022 | 2023 |
| ---- | ---- | ---- | ---- | ---- | ---- | ---- | ---- | ---- | ---- |
| Чел. | 48   | ↘ 43 | ↘ 35 | ↗ 42 | ↗ 48 | ↘ 30 | ↘ 25 | ↘ 23 | ↘ 22 |

Число умерших:
| Год  | 2015 | 2016 | 2017 | 2018 | 2019 | 2020 | 2021 | 2022 | 2023 |
| ---- | ---- | ---- | ---- | ---- | ---- | ---- | ---- | ---- | ---- |
| Чел. | 67   | ↘ 66 | ↘ 64 | ↘ 61 | ↗ 64 | → 64 | ↘ 51 | ↘ 47 | ↗ 58 |

Зарегистрированные безработные*:
| Год  | 2015 | 2016 | 2017 | 2018 | 2019 | 2020 | 2021 | 2022 | 2023 |
| ---- | ---- | ---- | ---- | ---- | ---- | ---- | ---- | ---- | ---- |
| Чел. | 124  | 142  | 141  | 138  | 139  | 123  | 175  | 138  | 173  |

*2015—2019 годы — среднегодовое число, с 2020 года — на 1 января.
Средняя брутто-зарплата работника:
| Год  | 2015 | 2016   | 2017   | 2018   | 2019   | 2020   | 2021   | 2022   |
| ---- | ---- | ------ | ------ | ------ | ------ | ------ | ------ | ------ |
| Евро | 995  | ↗ 1052 | ↗ 1119 | ↗ 1191 | ↗ 1259 | ↗ 1333 | ↗ 1388 | ↗ 1495 |

В 2019 году волость Тойла занимала 25 место по величине средней брутто-зарплаты работника среди 79 муниципалитетов Эстонии.
Число учеников в школах:
| Год  | 2015 | 2016 | 2017  | 2018  | 2019  | 2020  | 2021  | 2022  | 2023  | 2024  |
| ---- | ---- | ---- | ----- | ----- | ----- | ----- | ----- | ----- | ----- | ----- |
| Чел. | 319  | 319  | ↗ 332 | ↘ 329 | ↗ 334 | ↗ 340 | ↗ 356 | ↗ 388 | ↗ 392 | ↘ 382 |

## Инфраструктура

### Образование
В волости работают 3 детских сада: в Кохтла-Нымме, Вока и Тойла. В 2018 году их посещали 162 ребёнка. Общеобразовательные учреждения: гимназия Тойла и школа Кохтла-Нымме, где в 2017/2018 учебном году обучались 332 ученика.

### Медицина и социальное обеспечение
Первичные медицинские услуги оказывают 3 семейных врача и 4 медсестры (приём пациентов идёт в Тойла и Кохтла-Нымме). В Вока работает стоматолог. Услуги по уходу и услуги социального обеспечения оказывают учреждения соседних волостей и городов Кивиыли и Кохтла-Ярве.

### Культура, досуг и спорт
В волости работает 4 библиотеки.
В посёлках Вока, Кохтла-Нымме и деревне Ярве есть Молодёжные центры, чью деятельность координирует Спортивно-культурный центр волости Тойла. Самые большие волостные объекты культуры: Народный дом Кохтла-Нымме, Народный дом Вока, Народный дом Сака и Сельский дом Тойла; в них работает множество кружков как для детей, так и для взрослых (парусный спорт, волейбол, футбол, петанк, лыжный спорт, теннис, бадминтон, народный танец и др.) . Культурные и спортивные мероприятия в волости организуют многочисленные общественные организации, в частности общества «Merekivi», «Muusikal» и др., спортклубы «BC Viru Basket», «FiniFit», центр мотоспорта, клуб лёгкой атлетики, походный клуб «Alutaguse Matkaklubi» и многие другие.
Самой известной культурной традицией волости является проводимый в замковом парке Тойла-Ору фестиваль «Promenaad», в котором принимают участие жители всей страны.

### Транспорт
Самыми важными путями в волости являются шоссе Таллин—Нарва (основное шоссе № 1) и железная дорога, по которой ходит поезд Таллин—Нарва.
Через волость проходят следующие автобусные маршруты: 105 (Йыхви—Валасте—Сака—Кохтла-Ярве), 106 (Йыхви—Тойла—Йыхви), 108 Йыхви—Вока—Йыхви и 43 (Ийдла—Йыхви—Кохтла-Ярве—Кохтла-Нымме). Железнодорожный вокзал есть в Кохтла-Нымме, ближайшие вокзалы других волостей расположены в городе Йыхви и в кохтла-ярвеском районе Ору.

### Жилая среда
Большинство многоквартирных домов волости находится в посёлке Вока. В Кохтла-Нымме преобладающим типом жилья являются дома до 6 квартир и частные дома. В посёлке Тойла — в основном частные жилые дома. Центральное водоснабжение и канализация есть только в посёлках, однако в Тойла — не на всех улицах. Трассы требуют реконструкции.
По данным Департамента полиции Эстонии за 2015 год волость Тойла входила в число самоуправлений с самым низким уровнем преступности.

## Экономика

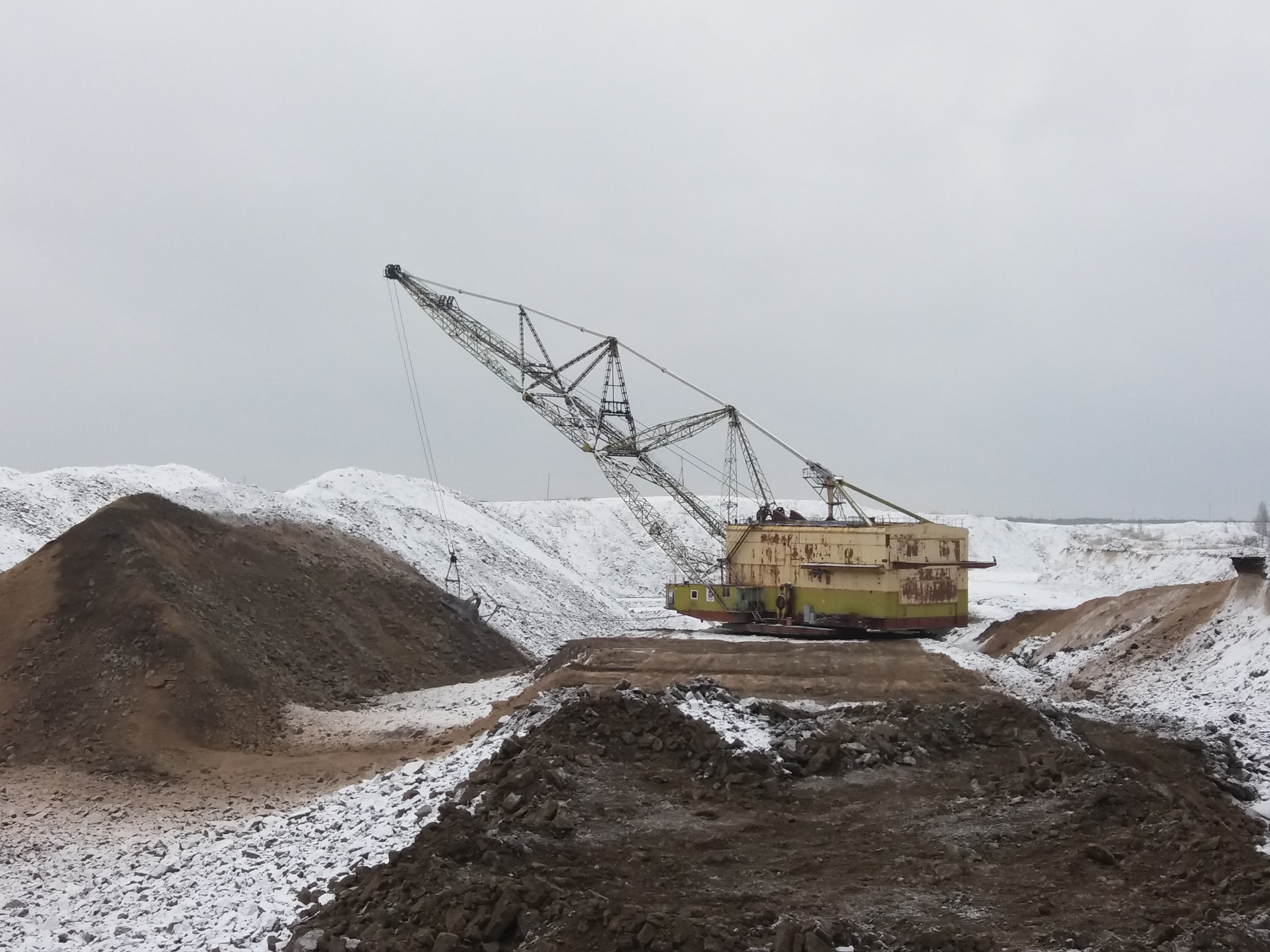
Карьер Вийвиконна

Крупнейшие работодатели волости по состоянию на 31 декабря 2019 года:
| Предприятие/организация | Вид деятельности                                    | Численность работников |
| ----------------------- | --------------------------------------------------- | ---------------------- |
| Toila Sanatoorium AS SA | Лечебный санаторий                                  | 199                    |
| Toila Vallavalitsus     | Волостная управа; орган государственного управления | 124                    |
| Toila gümnaasium        | Гимназия                                            | 44                     |
| Voka Masin AS           | Производство трейлеров, полуприцепов и контейнеров  | 33                     |

В волости находятся сланцевые карьеры Вийвиконна и Сиргала, которые разрабатывает одно из крупнейших предприятий Эстонии — акционерное общество «Enefit Kaevandused AS» (зарегистрирован в волости Йыхви, по состоянию на 31.12.2019 — 1379 работников).

## Достопримечательности
Памятники культуры:

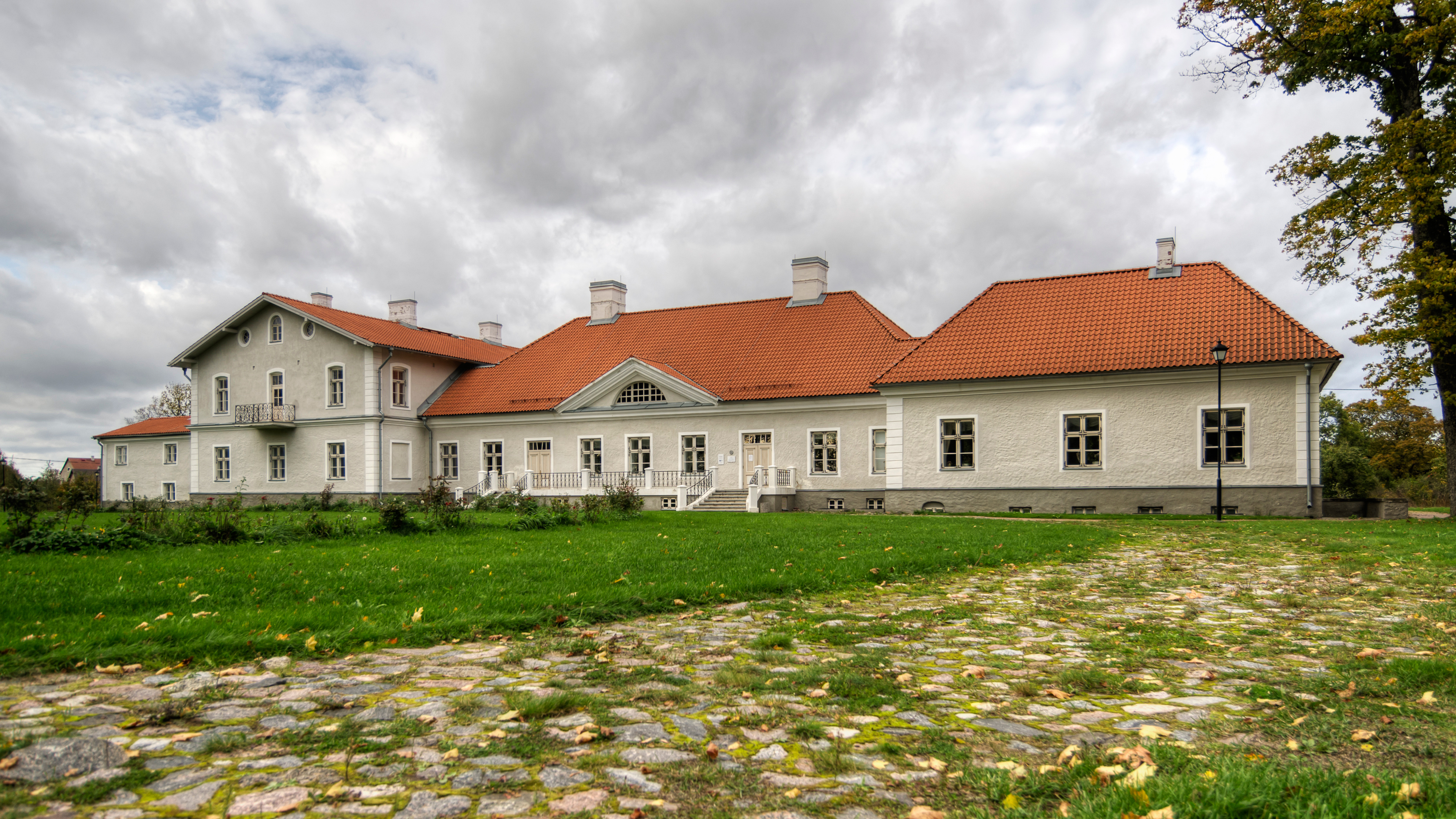
Мыза Кукерс (Кукрузе)

- церковь Пюхайыэ, построена в 1838—1839 годах, с 1967 года стояла заброшенной, восстановлена в 1989 году (архитектор К. Клийманд);
- мыза Кукерc (Кукрузе) (нем. Kuckers); главное здание мызы в стиле классицизма построено в 1840-х годах, в конце 19-го столетия к левому крылу сделана пристройка в стиле историзма; отреставрировано в 1980-х годах;
- мыза Сакгоф (Сака) (нем. Sackhof); главное мызное здание в стиле историзма построено в 1880-х годах;
- мыза Онтика (нем. Ontika); главное здание в стиле позднего классицизма возведено в 1855 году.

Другие достопримечательности:
- Эстонский шахтный музей в деревне Кохтла-Нымме, на месте, где в 1937—2001 годах работала шахта по добыче сланца[28];
- парк замка-мызы Тойла-Ору (замок Ору разрушен в годы Второй мировой войны).

## Галерея

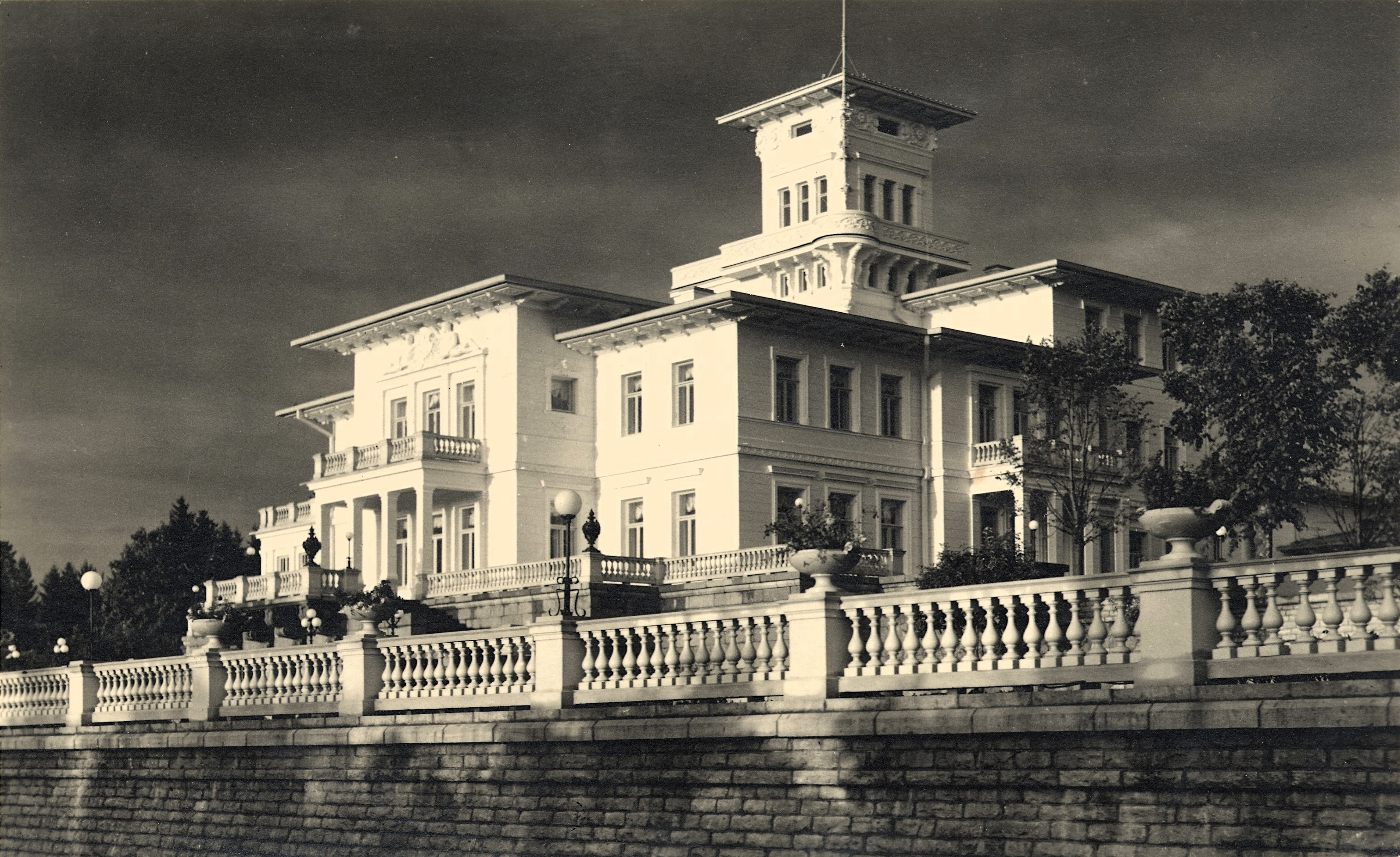
Замок Ору в 1930-1940 годах
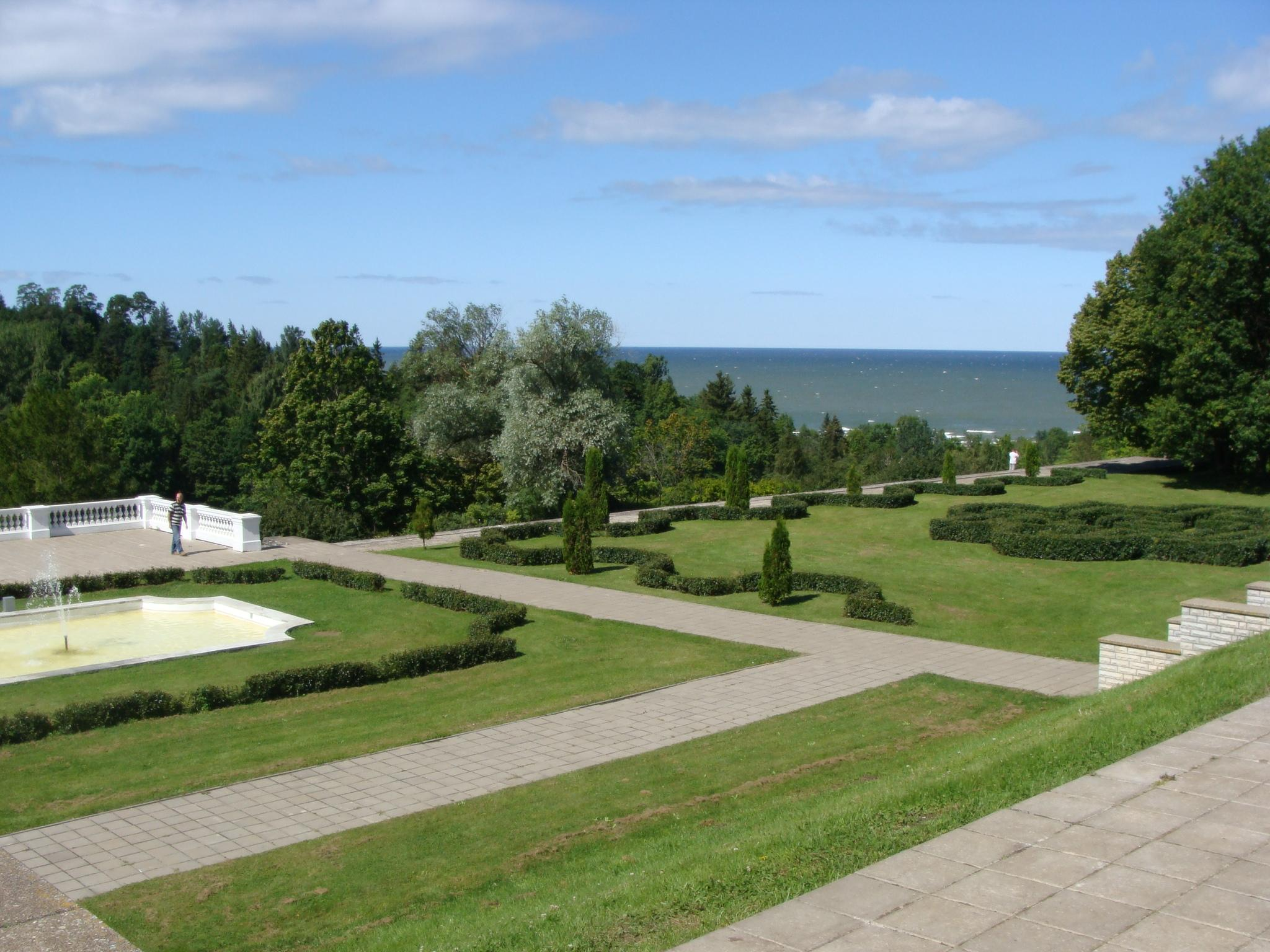
Парк Тойла-Ору летом 2008 года
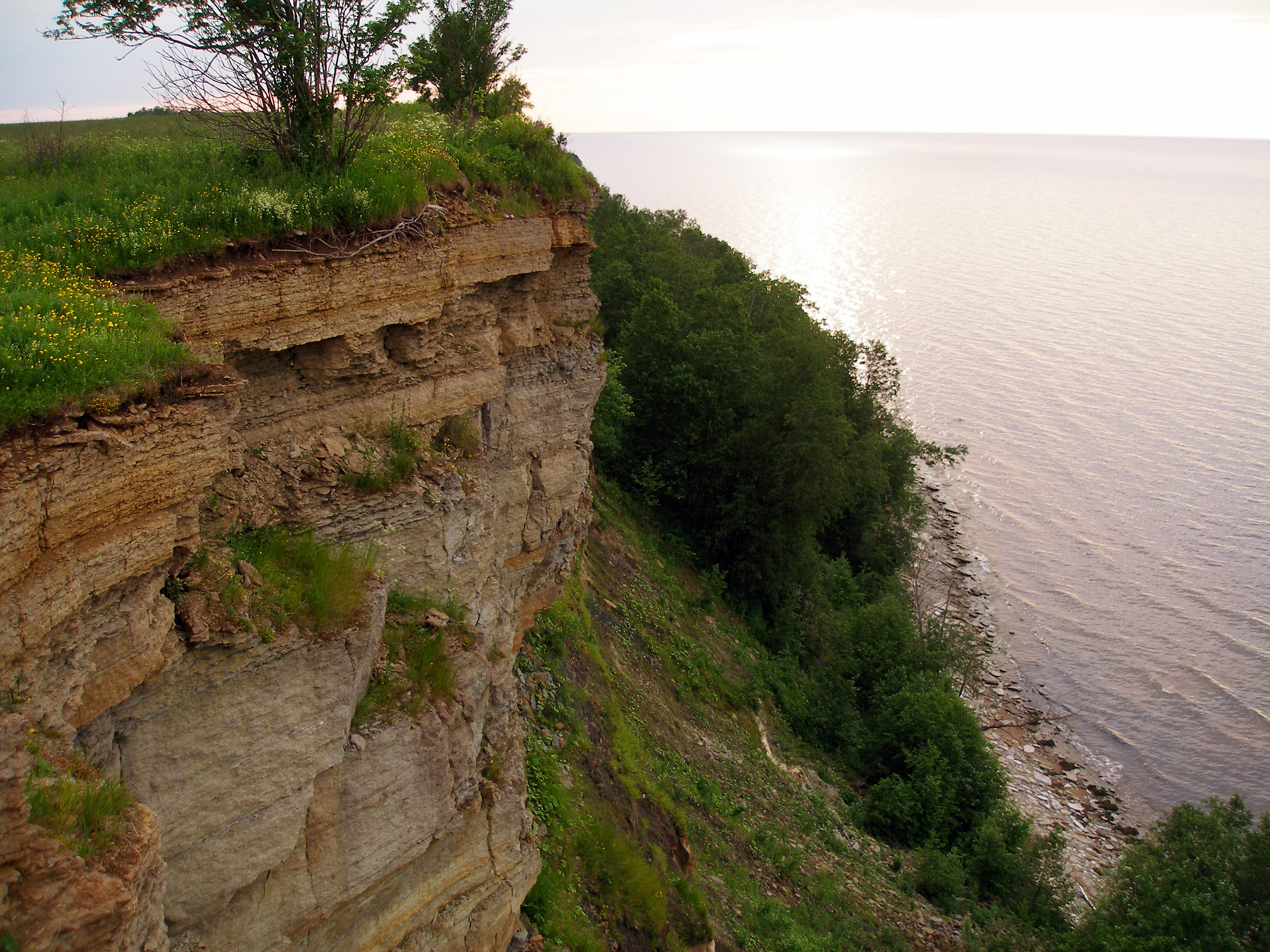
Клиф Пяйте
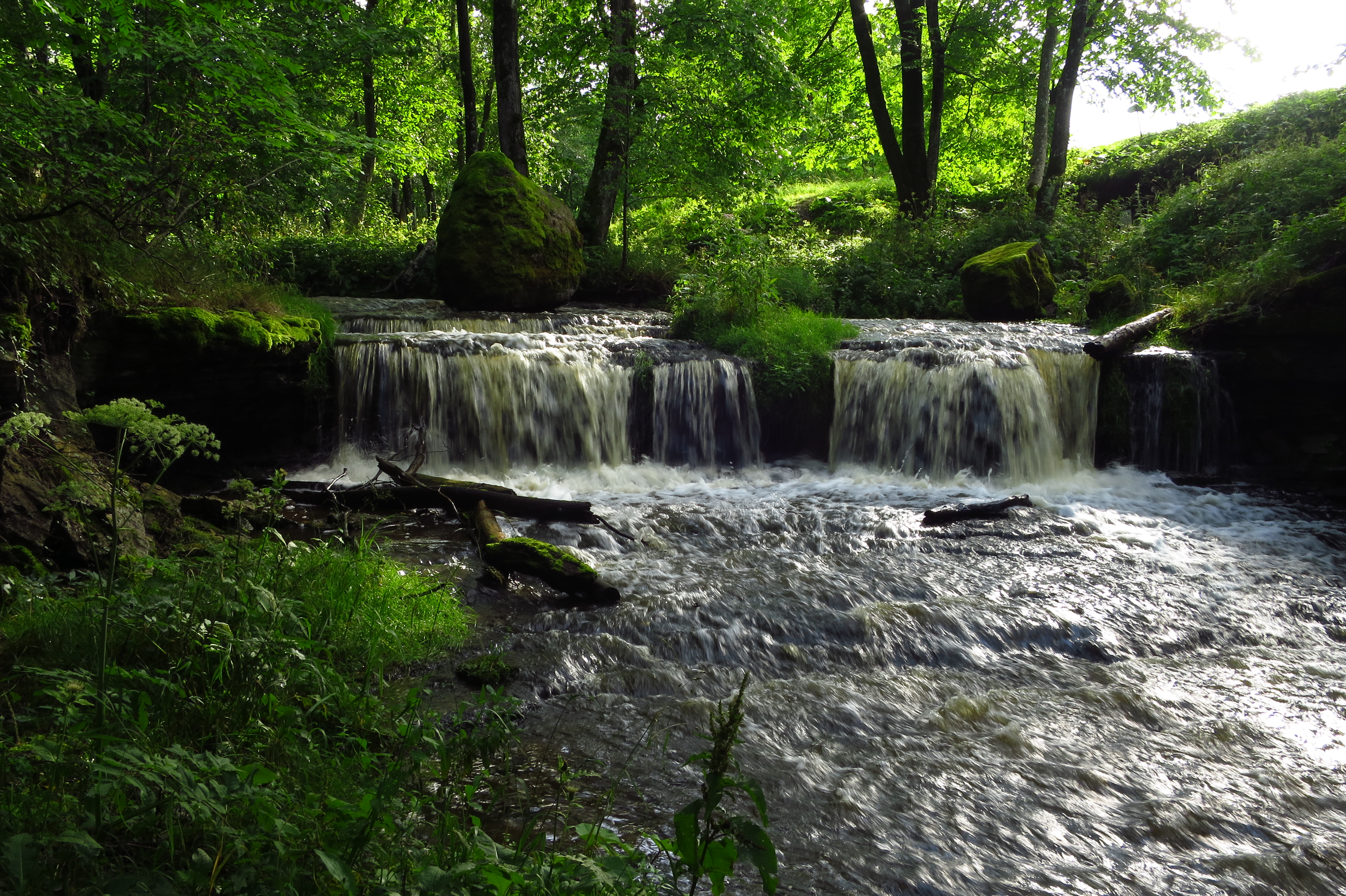
Каскад Алуоя
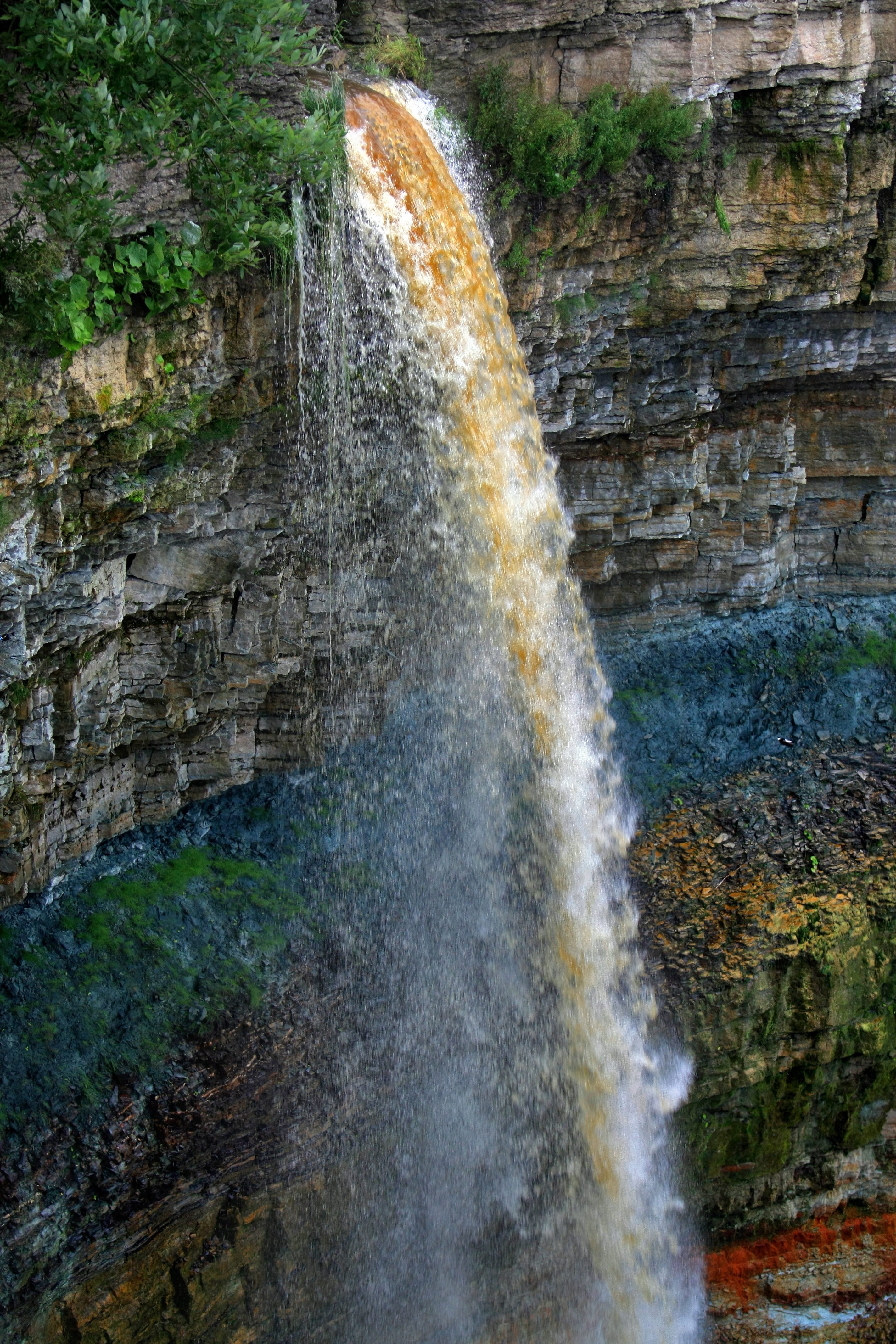
Водопад Валасте в природном парке Онтика
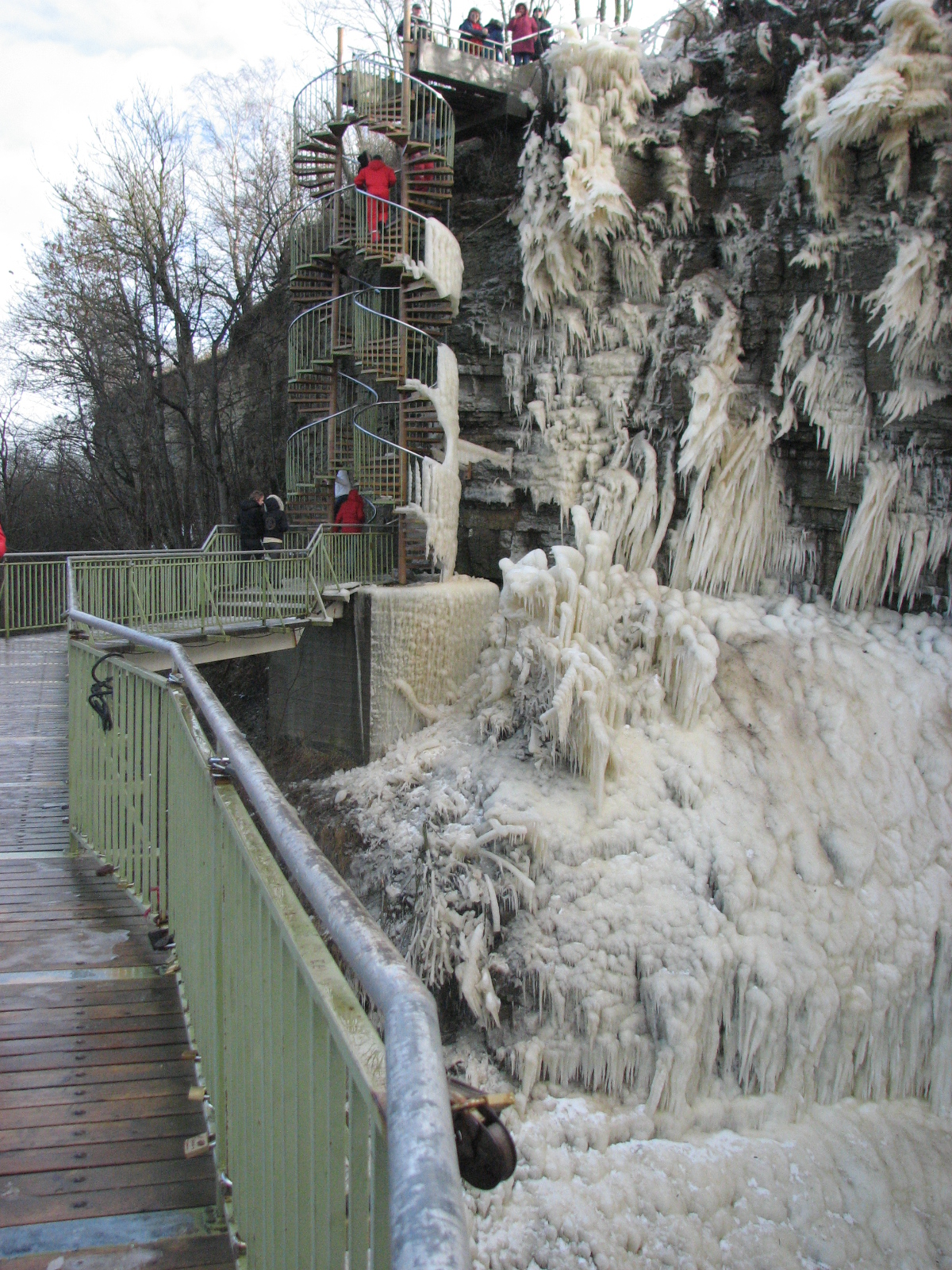
Смотровая платформа на водопаде Валасте зимой

## Комментарии
1. ↑  Эстонские топонимы, оканчивающиеся на -а, в русском языке не склоняются[18], а род получают по родовому слову, например, деревне присваивается женский род, хотя в эстонском языке нет категории рода.